# Рак тестиса
Рак тестиса или тестикуларни рак је ријетка врста тумора која првенствено погађа млађе мушкарце. Најчешћи симптом тестикуларног рака је безболна квржица/израслина или оток тестиса, појава крви у ејакулату, болови у доњем делу стомака и леђа (узроковани метастазама у лимфним чворовима уз аорту). Остали симптоми могу укључивати тупу бол и осјећај тежине у мошницама.
Тестикуларни рак је најчешћи код мушкараца европског поднебља. На свјетском нивоу болест се од 1960. удвостручила и највише се јавља у Скандинавији, Њемачкој и Новом Зеланду, и то најчешће у животном добу од 15 до 40 година. Стопа рака тестиса се недавно почела повећавати и код припадника црне расе. Разлог разлика по расној основи када је у питању учесталост овог облика рака није познат.

## Превенција
Превенција рака тестиса није могућа, али пазећи унапред самопрегледом на симптоме рака тестиса болесници могу рачунати на успешно лечење. Самопреглед треба обављати једном месечно. Тестиси морају бити опуштени, и треба изабрати топлу просторију. Најбоље вршити када је кожа скротума опуштена, обично након туширања топлом водом.
После туширања станите испред огледала и добро осмотрите предео полних органа. Важно је приметити било какав оток или увећање скротума. Почните прегледом једног тестиса, лаганим притиском пропуштајући га кроз обе руке (кажипрст и средњи прст горе палчеви доле). Тестиси не морају бити исте величине. Наставите са опипавањем пасеменика који се налазе иза сваког тестиса. Затим прегледајте канале спермовода који се пипају као покретне чврсте цеви. Поновите поступак и са другим тестисом.

## Фактори ризика
Тестиси су два мушка полна органа овалног облика који су смјештени у скротуму са обје стране пениса. Они су важан дио мушког репродуктивног система јер производе сперму и хормон тестостерон, који игра главну улогу у сексуалном развоју мушкараца. Узроци рака тестиса нису познати, али откривен су фактори ризика који повећавају шансе за развој тог обољења:
- мушкарци који су имали овај облик рака на једном тестису имају већи ризик да добију рак и на другом тестису
- ризик од рака тестиса имају мушкарци чији су брат или отац обољели од ове болести
- рођење са неспуштеним тестисима (крипторхидизам)
- повреда тестиса
- неплодност
- клинфелтеров синдром урођени поремећај хромосома
- изложеност мушкараца штетном зрачењу
- изложеност мушкараца штетном утицају нафте, плина.

## Класификација
Већина патолога користи класификациони систем Свјетске здравствене организације за тестикуларне туморе. Најчешћи тип рака тестиса је познат као „герм ћелијски тестикуларни рак“. Герминативне ћелије тело користи да помогне стварање сперме. Постоје две подврсте тумора герминативних ћелија тестикуларног рака. То су:
- семиноми - на које отпада 40% свих случајева тестикуларног рака:
  - семиноми (класични, анапластични, сперматоцитички)
- не-семиноми - на које отпада осталих 60% случајева тестикуларног рака:
  - ембрионални карцином
  - тумор жуманчане кесе (yolk sac тумор)
  - хориокарцином
  - тератом (незрели је злоћудан, док је зрели доброћудан)
  - полиембрион
  - гонадобластом (врло ретко злоћудан)

Остале ретке хистолошке врсте рака тестиса које не спадају у рак герминативних ћелија су саркоми, мезотелиом, лимфом, леукемија и рак сертолијевих и лејдигових ћелија, који ако се не уоче у почетном стадијуму и не буду хируршки третирани, имају лошу прогнозу.
Рак тестиса може имати одлика два или више хистолошка типа (да се у једном тумору у различитим процентима јаве нпр. семином, тератом, ембрионални карцином, рабдомиосарком). Тада говоримо о мешовитом тумору, чија се прогноза одређује према најмалигнијој компоненти.

## Дијагноза
Диагноза се поставља уз помоћ лабораторијских налаза и дијагностичких тестова:
- тест крви којим се мери ниво тумор маркера; позитивни тумор маркери попут алфа-фетопротеина(АФП) бета хуманог корионског гондадотропина (бета-хцг) и ензима лактат дехидрогеназе (ЛДХ) могу указивати на присутност рака тестиса; код семинома најчешће је повишен ЛДХ ензим, код несминома АФП, и бета-хцг тумор маркери.
- ултразвук може показати постојање тумора унутар тестиса готово 100% прецизно.
- биопсија (микроскопски преглед ткива од стране патолога) да би се утврдио да ли су присутне ћелије рака и да се утврди врста рака.
- компјутеризована томографија користи се у случајевима ако се сумња на метастазе.

Након одређених тестова онколошки конзилијум одређује стадијум болести и лечење:
- I стадијум – тумор је локализован у тестису
- II стадијум – тумор је метастазирао у ретроперитонеалне лимфне жлезде испод дијафрагме
- III стадијум – тумор је метастазирао у лимфне жлезде изнад дијафрагме
- IV стадијум – тумор метастазира у удаљене органе (плућа, мозак, јетра, кости)

## Лечење
Рак герминативних ћелија је један од ријетких облика тумора који се може успјешно лијечити чак и када постоје удаљене метастазе. Начин лијечења зависи од стадијума болести и патохистолошке слике, односно врсте тумора. Три стандардна лечења су:
- Хируршки захват отклањања оболелог тестиса путем реза у препони назива се радикална ингвинална орхидектомија. Мушкарци и са једним тестисом могу производити сперму и имати нормалну ерекцију. Зависно од стадијума болести приступа се и отклањању лимфних чворова у абдомену који се назива; ретроперитонеална лимфаденектомија, овај тип операције не мења способност код мушкарца да достигне ерекцију или оргазам, али може узроковати проблеме с плодношћу ако поремети ејакулацију.
- Радиотерапија (терапија зрачењем) користи високо енергетске зраке у циљу убијања ћелија рака и смањивања тумора. Пошто несеминоми слабије реагују на терапију зрачењем, мушкарцима с овим типом рака се овај начим лечења не прописује. Терапија зрачењем утиче на здраве и болесне ћелије и ремети производњу сперме, међутим многи пацијенти поврате плодност након годину две.
- Хемотерапија (терапија лијековима), подразумева коришћење антиканцерогених лекова са циљем убијања ћелија рака. Хемотерапија се прописује најчешће као помоћна терапија (после операције) с циљем уништавања канцерогених ћелија које су остале у телу. Мушкарци с узнапредовалим или повратим раком тестиса могу бити подвргнути лечењу високим дозама хемотерапије. Такав третман могућ је само код пацијената којим ће бити трансплантована коштана срж. Хемотерапијски протокол зависи од стадијума болести. Углавном се користи ПЕБ протокол (платинол-етопосиде-блеомицин).

## Праћење након лечења
Редовни накнадни прегледи су од изузетног значаја за мушкарце који су лечени од рака тестиса. Попут свих облика рака, рак тестиса се може поново вратити.
Након завршеног лечења рака тестиса, обављају се контроле свака 3 месеца, а затим сваких 6 месеци до 5 године од завршетка лечења. Након 5 година контрола се обавља 1х годишње. У току праћења потребно је пратити вредности тумор маркера АФП, ХЦГ-бета, ензема ЛДХ, крвне слике, РТГ плућа, ултразвук здравог тестиса и скротума,
евентуално компјутеризоване томографије.